# Artur Radziwiłł
Artur Mikołaj Antoni Radziwiłł h. Trąby (ur. 10 stycznia 1901 w Sichowie Dużym, zm. 13 września 1939 pod Ołtarzewem) – żołnierz, porucznik; ziemianin i przedsiębiorca przemysłu spożywczego; arystokrata rodowy, tytularny książę na Nieświeżu.

## Życiorys
Syn Macieja Mikołaja Radziwiłła (1873–1920) i Róży Marii z Potockich h. Pilawa (1878–1931). Miał trzech braci: Krzysztofa (1898–1986), Konstantego (1902–1944) i Macieja (1905–1994). Ukończył Gimnazjum im. św. Stanisława Kostki w Warszawie. W 1920 roku wstąpił jako ochotnik do Wojska Polskiego. W szeregach 4 pułku piechoty Legionów walczył w wojnie polsko-bolszewickiej. Został odznaczony Krzyżem Walecznych. Na stopień podporucznika został mianowany ze starszeństwem z 1 marca 1920, a na stopień porucznika ze starszeństwem z 1 stycznia 1935 i 13. lokatą w korpusie oficerów rezerwy piechoty.
Po zakończeniu wojny zarządzał dobrami rodzinnymi, folwarkiem w Sichowie Dużym, zakładami przemysłowymi w Rytwianach i młynami w Staszowie. Następnie prowadził interesy w Indochinach. W 1927 pojął za żonę Krystynę Broël-Plater h. Plater (1903–1991), w wyniku podziału dóbr uposażony Rytwianami. Małżeństwo doczekało się trójki dzieci: Joanny Marii (ur. 1928), Macieja Mikołaja (1930–2009) i Róży Gabrieli (1934–2009).
W czasie kampanii wrześniowej dowodził 2. kompanią strzelecką 2 pułku piechoty Legionów. Walczył pod Borową Górą, zginął pod Ołtarzewem. Pochowany został w zbiorowym grobie. W 1940 szczątki ekshumowano i przeniesiono do mogiły rodzinnej w klasztorze pokamedulskim Pustelni Złotego Lasu w Rytwianach. Krzysztof Radziwiłł twierdził, że rodzinie jego brata pomagał po wojnie Józef Maślanka, „dygnitarz władzy ludowej”. W latach 50. XX wieku w miejscu śmierci Artura Radziwiłła ustawiono tablicę pamiątkową.
W 1939 został udekorowany pośmiertnie Orderem Virtuti Militari przez Prezydenta RP na Uchodźstwie Ryszarda Kaczorowskiego. Ordery i odznaczenia bojowe Artura Radziwiłła zostały przekazane przez jego spadkobierców parafii św. Maksymiliana Kolbego w Rytwianach, i wyeksponowane przy jego grobie w kościele pokamedulskim.

## Odznaczenia
- Krzyż Srebrny Orderu Wojskowego Virtuti Militari – pośmiertnie 29 września 1939 przez dowódcę Armii „Łódź” i Armii „Warszawa” gen. Juliusza Rómmla[7]
- Krzyż Walecznych „za czyny męstwa i odwagi wykazane w bojach toczonych w latach 1918-1921”

## Przodkowie
| Prapradziadkowie                    | Maciej Radziwiłł (1749–1800) ∞ 1787 Elżbieta Chodkiewicz (1770–1804)                  | Mikołaj Siestrzanek-Karnicki (1772–1826) ∞ 1803 Dorota Niemirowicz-Szczytt (1780–1813) | Józef Wawrzyniec Krasiński (1783–1845) ∞ 1809 Emilia Anna Ossolińska (1790–1868) | Antoni Michał Jabłonowski (1793–1855) ∞ 1818 Paulina Mniszchówna (1798–1863) | Artur Stanisław Potocki (1787–1832) ∞ 1816 Zofia Branicka (1790–1879)        | Władysław Grzegorz Branicki (1783–1843) ∞ 1813 Róża Potocka (1782–1862)      | Eugeniusz Lubomirski (1789–1834) ∞ 1817 Maria Czacka (1800–1826)              | Andrzej Artur Zamoyski (1800–1874) ∞ 1824 Róża Potocka (1802–1862)            |
| Pradziadkowie                       | Konstanty Mikołaj Radziwiłł (1793–1863) ∞ 1840 Adela Siestrzanek-Karnicka (1811–1883) | Konstanty Mikołaj Radziwiłł (1793–1863) ∞ 1840 Adela Siestrzanek-Karnicka (1811–1883)  | Stanisław Kostka Krasiński (1819–1849) ∞ 1841 Dorota Jabłonowska (1820–1900)     | Stanisław Kostka Krasiński (1819–1849) ∞ 1841 Dorota Jabłonowska (1820–1900) | Adam Józef Potocki (1822–1872) ∞ 1847 Katarzyna Branicka (1825–1907)         | Adam Józef Potocki (1822–1872) ∞ 1847 Katarzyna Branicka (1825–1907)         | Eugeniusz Adolf Lubomirski (1825–1911) ∞ 1859 Róża Zofia Zamoyska (1836–1915) | Eugeniusz Adolf Lubomirski (1825–1911) ∞ 1859 Róża Zofia Zamoyska (1836–1915) |
| Dziadkowie                          | Maciej Józef Radziwiłł (1842–1907) ∞ 1867 Jadwiga Krasińska (1842–1813)               | Maciej Józef Radziwiłł (1842–1907) ∞ 1867 Jadwiga Krasińska (1842–1813)                | Maciej Józef Radziwiłł (1842–1907) ∞ 1867 Jadwiga Krasińska (1842–1813)          | Maciej Józef Radziwiłł (1842–1907) ∞ 1867 Jadwiga Krasińska (1842–1813)      | Artur Władysław Potocki (1850–1890) ∞ 1877 Róża Zofia Lubomirska (1860–1881) | Artur Władysław Potocki (1850–1890) ∞ 1877 Róża Zofia Lubomirska (1860–1881) | Artur Władysław Potocki (1850–1890) ∞ 1877 Róża Zofia Lubomirska (1860–1881)  | Artur Władysław Potocki (1850–1890) ∞ 1877 Róża Zofia Lubomirska (1860–1881)  |
| Rodzice                             | Maciej Mikołaj Radziwiłł (1873–1920) ∞ 1897 Róża Maria Potocka (1878–1931)            | Maciej Mikołaj Radziwiłł (1873–1920) ∞ 1897 Róża Maria Potocka (1878–1931)             | Maciej Mikołaj Radziwiłł (1873–1920) ∞ 1897 Róża Maria Potocka (1878–1931)       | Maciej Mikołaj Radziwiłł (1873–1920) ∞ 1897 Róża Maria Potocka (1878–1931)   | Maciej Mikołaj Radziwiłł (1873–1920) ∞ 1897 Róża Maria Potocka (1878–1931)   | Maciej Mikołaj Radziwiłł (1873–1920) ∞ 1897 Róża Maria Potocka (1878–1931)   | Maciej Mikołaj Radziwiłł (1873–1920) ∞ 1897 Róża Maria Potocka (1878–1931)    | Maciej Mikołaj Radziwiłł (1873–1920) ∞ 1897 Róża Maria Potocka (1878–1931)    |
| Artur Mikołaj Radziwiłł (1901–1939) |                                                                                       |                                                                                        |                                                                                  |                                                                              |                                                                              |                                                                              |                                                                               |                                                                               |